# Lygodactylus methueni
Lygodactylus methueni är en ödleart som beskrevs av  Vivian William Maynard Fitzsimons 1937. Lygodactylus methueni ingår i släktet Lygodactylus och familjen geckoödlor. IUCN kategoriserar arten globalt som sårbar. Inga underarter finns listade i Catalogue of Life.